# Tournoi de tennis de Caracas
Le tournoi de Caracas, connu sous le nom d'Altamira International Tennis Tournament, est un tournoi de tennis qui s'est disputé annuellement à l'Altamira Tennis Club, généralement à la mi-mars de la fin des années 1950 au début des années 1970.
Le tournoi a été organisé dans le cadre d'une tournée caribéenne printanière comprenant des étapes à la Jamaïque, à Porto Rico, à Trinidad et Tobago ou encore en Colombie. Il connut un certain succès en raison de la présence régulière des meilleurs joueurs australiens et européens.
Dans les années 1970, deux éditions masculines ont fait partie du circuit WCT.
Un tournoi « sur invitation » doté de 100 000 $, se disputant en octobre sur terre battue, a également été organisé à Caracas dans les années 1970. Ce tournoi à 4 joueurs s'est disputé en 1976 avec un système de poule (Round Robin) (avec Ilie Năstase, Jimmy Connors, Björn Borg et Adriano Panatta) et un tableau classique à élimination directe en 1977 (Adriano Panatta et Raúl Ramírez sont éliminés au premier tour, la finale oppose Guillermo Vilas, vainqueur, à Ilie Năstase).

## Palmarès messieurs

### Simple
| No | Date       | Nom et lieu du tournoi                  | Catégorie      | Dotation       | Surface        | Vainqueur        | Finaliste         | Score                     |                |
| -- | ---------- | --------------------------------------- | -------------- | -------------- | -------------- | ---------------- | ----------------- | ------------------------- | -------------- |
| 1  | 12-10-1956 | Altamira International, Caracas         |                | NC $           | Dur (ext.)     | Orlando Sirola   | Mervyn Rose       | 2-6, 3-6, 12-10, 6-4, 6-2 |                |
| 2  | 1957       | Altamira International, Caracas         |                | NC $           | Dur (ext.)     |                  |                   | NC                        |                |
| 3  | 10-03-1958 | Altamira International, Caracas         |                | NC $           | Dur (ext.)     | Budge Patty      | Luis Ayala        | 6-3, 11-13, 3-6, 6-3, 6-4 |                |
| 4  | 02-03-1959 | Altamira International, Caracas         |                | NC $           | Dur (ext.)     | Jon Douglas      | Mike Davies       | 6-3, 6-4, 6-3             |                |
| 5  | 21-03-1960 | Altamira International, Caracas         |                | NC $           | Dur (ext.)     | Andrés Gimeno    | Mike Davies       | 6-3, 3-6, 6-4, 6-3        |                |
| 6  | 27-02-1961 | Altamira International, Caracas         |                | NC $           | Dur (ext.)     | Rod Laver        | Luis Ayala        | 4-6, 6-4, 6-3, 4-6, 8-6   |                |
| 7  | 19-03-1962 | Altamira International, Caracas         |                | NC $           | Dur (ext.)     | Rod Laver        | Roy Emerson       | 9-7, 6-2, 6-0             |                |
| 8  | 25-03-1963 | Altamira International, Caracas         |                | NC $           | Dur (ext.)     | Manuel Santana   | Thomaz Koch       | 9-11, 8-6, 6-1, 6-4       |                |
| 9  | 02-03-1964 | Altamira International, Caracas         |                | NC $           | Dur (ext.)     | Ron Holmberg     | Roy Emerson       | 6-2, 6-4, 9-7             |                |
| 10 | 22-03-1965 | Altamira International, Caracas         |                | NC $           | Dur (ext.)     | Pierre Barthès   | Manuel Santana    | 6-1, 6-4, 6-2             |                |
| 11 | 14-03-1966 | Altamira International, Caracas         |                | NC $           | Dur (ext.)     | Tony Roche       | John Newcombe     | 0-6, 6-3, 6-4, 3-6, 6-4   |                |
| 12 | 13-03-1967 | Altamira International, Caracas         |                | NC $           | Dur (ext.)     | Nikola Pilić     | Rafael Osuna      | 4-6, 7-5, 6-0, 4-6, 6-1   |                |
| 13 | 11-03-1968 | Altamira International, Caracas         |                | NC $           | Dur (ext.)     | Marty Riessen    | Cliff Richey      | 6-1, 8-6, 6-1             |                |
| 14 | 03-03-1969 | Altamira International, Caracas         |                | NC $           | Dur (ext.)     | Thomaz Koch      | Mark Cox          | 8-6, 6-3, 2-6, 6-4        |                |
| 15 | 09-03-1970 | Altamira International, Caracas         |                | NC $           | Dur (ext.)     | Tom Gorman       | Gerald Battrick   | 6-2, 6-4, 3-6, 6-4        |                |
| 16 | 22-03-1971 | Altamira International, Caracas         |                | 15 000 $       | Dur (ext.)     | Thomaz Koch      | Manuel Orantes    | 7-6, 6-1, 6-3             |                |
| 17 | 20-03-1972 | Altamira International, Caracas         |                | NC $           | Dur (ext.)     | Manuel Orantes   | Haroon Rahim      | 6-4, 7-5, 6-4             |                |
| 18 | 12-03-1973 | Altamira International, Caracas         |                | 20 000 $       | Dur (ext.)     | Tom Gorman       | François Jauffret | 6-3, 7-6, 6-3             |                |
| 19 | 09-03-1974 | Altamira International, Caracas         |                | 35 000 $       | Dur (ext.)     | Charlie Pasarell | Eddie Dibbs       | 6-7, 6-2, 6-1             |                |
| 20 | 17-03-1975 | Altamira International, Caracas         | WCT            | 60 000 $       | Dur (ext.)     | Rod Laver        | Raúl Ramírez      | 7-6, 6-2                  |                |
| 21 | 29-03-1976 | Altamira International, Caracas         | WCT            | 60 000 $       | Dur (ext.)     | Raúl Ramírez     | Ilie Năstase      | 6-3, 6-4                  |                |
| #  | ??-10-1976 | Four-Man International Tennis, Caracas  | Non-ATP        | 100 000 $      | NC             | Ilie Năstase     | Jimmy Connors     | 6-1, 6-3                  |                |
| #  | ??-10-1977 | The Super Tennis 77 Tournament, Caracas | Non-ATP        | NC $           | NC             | Guillermo Vilas  | Ilie Năstase      | 6-2, 6-2                  |                |
|    | 1978-1981  | Pas de tournoi                          | Pas de tournoi | Pas de tournoi | Pas de tournoi | Pas de tournoi   | Pas de tournoi    | Pas de tournoi            | Pas de tournoi |
| 22 | 08-02-1982 | , Caracas                               |                | 75 000 $       | Dur (ext.)     | Raúl Ramírez     | Zoltán Kuhárszky  | 4-6, 7-6, 6-3             |                |
| 23 | 31-01-1983 | , Caracas                               |                | 75 000 $       | Dur (ext.)     | Raúl Ramírez     | Morris Strode     | 6-4, 6-2                  |                |

### Double
| No | Date       | Nom et lieu du tournoi | Catégorie      | Dotation       | Surface        | Vainqueurs                        | Finalistes                   | Score                   |                |
| -- | ---------- | ---------------------- | -------------- | -------------- | -------------- | --------------------------------- | ---------------------------- | ----------------------- | -------------- |
| 1  | 22-03-1971 | , Caracas              |                | 15 000 $       | Dur (ext.)     | Thomaz Koch José Edison Mandarino | Gerald Battrick Peter Curtis | 6-4, 3-6, 6-7, 6-4, 7-6 |                |
| 2  | 20-03-1972 | , Caracas              |                | NC $           | Dur (ext.)     | Patricio Cornejo Jaime Fillol     | Jim McManus Manuel Orantes   | 6-4, 6-3, 7-6           |                |
|    | 1973-1974  | Pas de tournoi         | Pas de tournoi | Pas de tournoi | Pas de tournoi | Pas de tournoi                    | Pas de tournoi               | Pas de tournoi          | Pas de tournoi |
| 3  | 17-03-1975 | , Caracas              |                | 60 000 $       | Dur (ext.)     | Ross Case Geoff Masters           | Brian Gottfried Raúl Ramírez | 7-5, 4-6, 6-2           |                |
| 4  | 29-03-1976 | , Caracas              |                | 60 000 $       | Dur (ext.)     | Brian Gottfried Raúl Ramírez      | Jeff Borowiak Ilie Năstase   | 7-5, 6-4                |                |
|    | 1978-1981  | Pas de tournoi         | Pas de tournoi | Pas de tournoi | Pas de tournoi | Pas de tournoi                    | Pas de tournoi               | Pas de tournoi          | Pas de tournoi |
| 5  | 08-02-1982 | , Caracas              |                | 75 000 $       | Dur (ext.)     | Steve Meister Craig Wittus        | Eric Fromm Cary Leeds        | 6-7, 7-6, 6-4           |                |
| 6  | 31-01-1983 | , Caracas              |                | 75 000 $       | Dur (ext.)     | Jaime Fillol Stan Smith           | Andrés Gómez Ilie Năstase    | 6-7, 6-4, 6-3           |                |

## Palmarès dames

### Simple
| No       | Date       | Nom et lieu du tournoi                          | Catégorie | Dotation | Surface    | Vainqueure           | Finaliste     | Score         |         |
| -------- | ---------- | ----------------------------------------------- | --------- | -------- | ---------- | -------------------- | ------------- | ------------- | ------- |
| 1        | 22-03-1965 | Altamira International, Caracas                 |           | NC       | Dur (ext.) | Margaret Smith       | Lesley Turner | 4-6, 6-2, 7-5 | Tableau |
| Ère Open |            |                                                 |           |          |            |                      |               |               |         |
| 2        | 03-03-1969 | Altamira International Open Invitation, Caracas |           | NC       | Dur (ext.) | Margaret Smith Court | Maria Bueno   | forfait       | Tableau |

### Double
| No       | Date       | Nom et lieu du tournoi                         | Catégorie | Dotation | Surface    | Vainqueures                      | Finalistes                     | Score         |         |
| -------- | ---------- | ---------------------------------------------- | --------- | -------- | ---------- | -------------------------------- | ------------------------------ | ------------- | ------- |
| 1        | 22-03-1965 | Altamira International Caracas                 |           | NC       | Dur (ext.) | Margaret Smith Lesley Turner     | Françoise Dürr Norma Baylon    | 2-6, 6-0, 6-1 | Tableau |
| Ère Open |            |                                                |           |          |            |                                  |                                |               |         |
| 2        | 03-03-1969 | Altamira International Open Invitation Caracas |           | NC       | Dur (ext.) | Margaret Smith Court Judy Tegart | Karen Krantzcke Kerry Melville | 7-5, 8-6      | Tableau |

## Palmarès mixte
| No | Date       | Nom et lieu du tournoi         | Catégorie | Dotation | Surface    | Vainqueures                   | Finalistes                       | Score    |         |
| -- | ---------- | ------------------------------ | --------- | -------- | ---------- | ----------------------------- | -------------------------------- | -------- | ------- |
| 1  | 22-03-1965 | Altamira International Caracas |           | NC       | Dur (ext.) | Margaret Smith Dennis Ralston | Betty Stöve Nicky Kalogeropoulos | 6-4, 6-4 | Tableau |